# Serie A 1979 (hockey su pista)
La Serie A 1979 è stata la 56ª edizione (la 30ª a girone unico), del torneo di primo livello del campionato italiano di hockey su pista. La competizione ha avuto inizio il 6 gennaio e si è conclusa il 7 luglio 1979.
Lo scudetto è stato conquistato dal Laverda Breganze per la seconda volta nella sua storia.

## Stagione

### Novità
A prendere il testimone del Grosseto e del Marzotto Valdagno retrocesse in serie B vi furono, vincendo il campionato cadetto, il Bassano e il Castiglione; i toscani erano all'esordio in massima serie. Al torneo parteciparono: AFP Giovinazzo, Amatori Lodi, Atl. Forte dei Marmi, CGC Viareggio, Goriziana, Laverda Breganze, Monza, Novara, Follonica, Pordenone, Reggiana, Trissino (campione in carica) e appunto il Bassano e il Castiglione.

### Formula
La formula del campionato fu la stessa della stagione precedente; la manifestazione fu organizzata con un girone all'italiana, con gare di andata e ritorno per un totale di 26 giornate. Erano assegnati 2 punti per l'incontro vinto e un punto a testa per l'incontro pareggiato, mentre non ne era attribuito alcuno per la sconfitta. Al termine del campionato la prima squadra classificata venne proclamata campione d'Italia mentre la tredicesima e la quattordicesima classificata retrocedettero in serie B.

### Avvenimenti
Il campionato iniziò Il 6 gennaio e si concluse Il 7 luglio 1979. Fu l'ultimo torneo di serie A disputato in un unico anno solare; infatti dalla stagione successiva la federazione decise di far giocare la manifestazione a cavallo di due anni come già avveniva per altri tornei sportivi in Italia. Dalla seconda alla terza giornata fu il Novara a prendere la testa della classifica, successivamente ci fu un periodo di equilibrio durato quattro turni in cui ci fu un terzetto in testa alla classifica. Fu poi il Follonica a prendere il comando della graduatoria arrivando anche ad avere tre punti di vantaggio sulle immediati inseguitrici. Al termine del girone di andata erano primi in classifica i biancoazzurri toscani seguiti dal Novara al secondo posto e dal Breganze al terzo. Tra la quindicesima e la ventesima giornata il Follonica perse lo slancio che aveva avuto nella prima parte del torneo e fu superato dal Monza, dal Giovinazzo e dal Breganze. Furono queste ultime due compagini a giungere appaiate al primo posto in classifica al termine del campionato ragion per cui si dovette ricorrere ad uno spareggio come già avvenuto nella stagione del 1976. La sfida fu disputata a Follonica il 14 luglio e vide i vicentini avere la meglio sui pugliesi per 7 a 6 vincendo per la seconda volta nella loro storia il titolo; grazie a questa vittoria il Breganze si qualificò per la Coppa dei Campioni mentre l'AFP Giovinazzo fu qualificato per la Coppa delle Coppe in quanto in questa stagione non fu disputata la Coppa Italia. A retrocedere in serie B furono le due squadre neopromosse del Bassano e del Castiglione.

## Squadre partecipanti
| Club                 | Stagione | Città                          | Impianto                          | Stagione precedente              |
| -------------------- | -------- | ------------------------------ | --------------------------------- | -------------------------------- |
| AFP Giovinazzo       | dettagli | Giovinazzo (BA)                | Palasport di Giovinazzo           | 8º in Serie A                    |
| Amatori Lodi         | dettagli | Lodi (MI)                      | PalaRiboni                        | 5º in Serie A                    |
| Atl. Forte dei Marmi | dettagli | Forte dei Marmi (LU)           | PalaForte                         | 6º in Serie A                    |
| Bassano              | dettagli | Bassano del Grappa (VI)        | Centro Giovanile Bassano          | In Serie B, promosso             |
| Castiglione          | dettagli | Castiglione della Pescaia (GR) | Pala Casa Mora                    | In Serie B, promosso             |
| CGC Viareggio        | dettagli | Viareggio (LU)                 | PalaBarsacchi                     | 9º in Serie A                    |
| Follonica            | dettagli | Follonica (GR)                 | Pista Armeni                      | 2º in Serie A                    |
| Goriziana            | dettagli | Gorizia                        | Palestra della Valletta del Corno | 12º in Serie A                   |
| Laverda Breganze     | dettagli | Breganze (VI)                  | Centro giovanile Don Bosco        | 3º in Serie A                    |
| Monza                | dettagli | Monza (MI)                     | Pista di via Ardigò a Monza (MI)  | 7º in Serie A                    |
| Novara               | dettagli | Novara                         | Palazzetto dello sport            | 4º in Serie A                    |
| Pordenone            | dettagli | Pordenone                      | ?                                 | 10º in Serie A                   |
| Reggiana             | dettagli | Reggio Emilia                  | PalaRegnani di Scandiano (RE)     | 11º in Serie A                   |
| Trissino             | dettagli | Trissino (VI)                  | Palasport di Trissino             | 1º in Serie A, campione d'Italia |

### Allenatori e primatisti
| Squadra              | Allenatore            | Cannoniere                 |
| -------------------- | --------------------- | -------------------------- |
| AFP Giovinazzo       | Gianbattista Massari  | Francesco Frasca (60 reti) |
| Amatori Lodi         |                       |                            |
| Atl. Forte dei Marmi |                       |                            |
| Bassano              |                       |                            |
| Castiglione          |                       |                            |
| CGC Viareggio        |                       |                            |
| Goriziana            |                       |                            |
| Laverda Breganze     | Mario Carraro         |                            |
| Monza                |                       |                            |
| Novara               | Beniamino Battistella |                            |
| Follonica            |                       |                            |
| Pordenone            |                       | Jose Leste (41 reti)       |
| Reggiana             |                       |                            |
| Trissino             |                       | Antonio Faccin (51 reti)   |

## Risultati

### Calendario
| andata (1ª) | andata (1ª) | Prima giornata                     | ritorno (14ª) | ritorno (14ª) |
|             |             |                                    |               |               |
| 6 gen.      | 3-1         | Amatori Lodi-Reggiana              | 3-5           | 7 apr.        |
| 6 gen.      | 3-3         | Atl.Forte dei Marmi-AFP Giovinazzo | 2-10          | 7 apr.        |
| 6 gen.      | 5-1         | Pol. Follonica-CGC Viareggio       | 3-3           | 7 apr.        |
| 6 gen.      | 2-2         | Goriziana-Monza                    | 4-7           | 7 apr.        |
| 6 gen.      | 4-3         | Laverda Breganze-Castiglione       | 1-0           | 7 apr.        |
| 6 gen.      | 5-0         | Novara-Pordenone                   | 1-7           | 7 apr.        |
| 6 gen.      | 7-2         | Trissino-Bassano                   | 6-2           | 7 apr.        |

| andata (2ª) | andata (2ª) | Seconda giornata              | ritorno (15ª) | ritorno (15ª) |
|             |             |                               |               |               |
| 13 gen.     | 3-1         | AFP Giovinazzo-Goriziana      | 3-1           | 14 apr.       |
| 13 gen.     | 2-2         | Castiglione-Trissino          | 2-5           | 14 apr.       |
| 13 gen.     | 2-1         | CGC Viareggio-Amatori Lodi    | 1-3           | 14 apr.       |
| 13 gen.     | 4-0         | Monza-Pol. Follonica          | 2-1           | 14 apr.       |
| 13 gen.     | 8-2         | Novara-Bassano                | 4-2           | 14 apr.       |
| 13 gen.     | 5-1         | Pordenone-Atl.Forte dei Marmi | 2-10          | 14 apr.       |
| 13 gen.     | 4-4         | Reggiana-Laverda Breganze     | 1-5           | 14 apr.       |

| andata (3ª) | andata (3ª) | Terza giornata                  | ritorno (16ª) | ritorno (16ª) |
|             |             |                                 |               |               |
| 20 gen.     | 0-2         | Amatori Lodi-Novara             | 7-4           | 21 apr.       |
| 20 gen.     | 3-2         | Atl.Forte dei Marmi-Castiglione | 5-4           | 21 apr.       |
| 20 gen.     | 3-0         | Pol. Follonica-Bassano          | 4-2           | 21 apr.       |
| 20 gen.     | 0-0         | Goriziana-Pordenone             | 3-6           | 21 apr.       |
| 20 gen.     | 2-2         | Laverda Bregazne-AFP Giovinazzo | 4-4           | 21 apr.       |
| 20 gen.     | 6-4         | Reggiana-CGC Viareggio          | 1-3           | 21 apr.       |
| 20 gen.     | 2-2         | Trissino-Monza                  | 3-6           | 17 apr.       |

| andata (4ª) | andata (4ª) | Quarta giornata               | ritorno (17ª) | ritorno (17ª) |
|             |             |                               |               |               |
| 27 gen.     | 5-2         | AFP Giovinazzo-Reggiana       | 3-4           | 28 apr.       |
| 27 gen.     | 2-1         | Atl.Forte dei Marmi-Goriziana | 5-6           | 28 apr.       |
| 27 gen.     | 4-6         | Bassano-Amatori Lodi          | 2-3           | 28 apr.       |
| 27 gen.     | 2-3         | Castiglione-Pol. Follonica    | 2-2           | 28 apr.       |
| 27 gen.     | 3-2         | Monza-Laverda Breganze        | 1-3           | 28 apr.       |
| 27 gen.     | 3-6         | Novara-Trissino               | 3-3           | 28 apr.       |
| 27 gen.     | 4-2         | Pordenone-CGC Viareggio       | 1-8           | 28 apr.       |

| andata (5ª) | andata (5ª) | Quinta giornata            | ritorno (18ª) | ritorno (18ª) |
|             |             |                            |               |               |
| 3 feb.      | 6-5         | AFP Giovinazzo-Castiglione | 7-4           | 5 mag.        |
| 3 feb.      | 3-3         | Amatori Lodi-Trissino      | 2-5           | 5 mag.        |
| 3 feb.      | 3-1         | CGC Viareggio-Bassano      | 2-2           | 5 mag.        |
| 3 feb.      | 3-4         | Pol. Follonica-Novara      | 0-1           | 5 mag.        |
| 3 feb.      | 5-0         | Laverda Breganze-Pordenone | 3-3           | 5 mag.        |
| 3 feb.      | 2-1         | Monza-Atl.Forte dei Marmi  | 5-5           | 5 mag.        |
| 3 feb.      | 7-2         | Reggiana-Goriziana         | 5-3           | 5 mag.        |

| andata (6ª) | andata (6ª) | Sesta giornata                     | ritorno (19ª) | ritorno (19ª) |
|             |             |                                    |               |               |
| 10 feb.     | 4-5         | Amatori Lodi-AFP Giovinazzo        | 1-2           | 19 mag.       |
| 10 feb.     | 4-5         | Atl.Forte dei Marmi-Pol. Follonica | 5-7           | 19 mag.       |
| 10 feb.     | 8-3         | Bassano-Reggiana                   | 2-5           | 19 mag.       |
| 10 feb.     | 4-4         | Castiglione-Monza                  | 4-6           | 19 mag.       |
| 10 feb.     | 8-3         | Goriziana-CGC Viareggio            | 2-2           | 19 mag.       |
| 10 feb.     | 3-3         | Novara-Laverda Breganze            | 6-2           | 19 mag.       |
| 10 feb.     | 3-2         | Trissino-Pordenone                 | 3-1           | 19 mag.       |

| andata (7ª) | andata (7ª) | Settima giornata             | ritorno (20ª) | ritorno (20ª) |
|             |             |                              |               |               |
| 17 feb.     | 5-2         | AFP Giovinazzo-Monza         | 1-1           | 26 mag.       |
| 17 feb.     | 3-2         | CGC Viareggio-Novara         | 1-6           | 26 mag.       |
| 17 feb.     | 4-3         | Pol. Follonica-Amatori Lodi  | 3-3           | 26 mag.       |
| 17 feb.     | 5-3         | Goriziana-Bassano            | 1-1           | 26 mag.       |
| 17 feb.     | 3-2         | Laverda Breganze-Trissino    | 5-2           | 26 mag.       |
| 17 feb.     | 4-4         | Pordenone-Castiglione        | 3-6           | 26 mag.       |
| 17 feb.     | 4-2         | Reggiana-Atl.Forte dei Marmi | 1-3           | 26 mag.       |

| andata (8ª) | andata (8ª) | Ottava giornata                      | ritorno (21ª) | ritorno (21ª) |
|             |             |                                      |               |               |
| 24 feb.     | 4-4         | Amatori Lodi-Pordenone               | 3-6           | 2 giu.        |
| 24 feb.     | 3-3         | Atl.Forte dei Marmi-Laverda Breganze | 3-6           | 2 giu.        |
| 24 feb.     | 1-1         | Bassano-AFP Giovinazzo               | 7-12          | 2 giu.        |
| 24 feb.     | 9-0         | Pol. Follonica-Goriziana             | 3-3           | 2 giu.        |
| 24 feb.     | 10-2        | Monza-Reggiana                       | 4-2           | 2 giu.        |
| 24 feb.     | 6-3         | Trissino-CGC Viareggio               | 2-4           | 2 giu.        |
| 27 feb.     | 16-2        | Novara-Castiglione                   | 6-6           | 2 giu.        |

| andata (9ª) | andata (9ª) | Nona giornata                     | ritorno (22ª) | ritorno (22ª) |
|             |             |                                   |               |               |
| 3 mar.      | 2-4         | Castiglione-Amatori Lodi          | 3-9           | 9 giu.        |
| 3 mar.      | 1-1         | CGC Viareggio-Atl.Forte dei Marmi | 0-1           | 9 giu.        |
| 3 mar.      | 7-3         | Laverda Breganze-Goriziana        | 4-4           | 9 giu.        |
| 3 mar.      | 7-2         | Novara-Monza                      | 2-6           | 9 giu.        |
| 3 mar.      | 1-1         | Pordenone-Bassano                 | 5-5           | 9 giu.        |
| 3 mar.      | 3-4         | Reggiana-Pol. Follonica           | 3-9           | 9 giu.        |
| 3 mar.      | 5-1         | Trissino-AFP Giovinazzo           | 2-6           | 9 giu.        |

| andata (10ª) | andata (10ª) | Decima giornata                  | ritorno (23ª) | ritorno (23ª) |
|              |              |                                  |               |               |
| 10 mar.      | 3-3          | AFP Giovinazzo-CGC Viareggio     | 8-7           | 16 giu.       |
| 10 mar.      | 3-2          | Atl.Forte dei Marmi-Amatori Lodi | 0-6           | 16 giu.       |
| 10 mar.      | 4-3          | Bassano-Laverda Breganze         | 4-12          | 16 giu.       |
| 10 mar.      | 5-2          | Pol. Follonica-Trissino          | 5-7           | 16 giu.       |
| 10 mar.      | 5-4          | Goriziana-Novara                 | 1-7           | 16 giu.       |
| 10 mar.      | 2-2          | Monza-Pordenone                  | 6-2           | 16 giu.       |
| 10 mar.      | 4-5          | Reggiana-Castiglione             | 4-4           | 16 giu.       |

| andata (11ª) | andata (11ª) | Undicesima giornata            | ritorno (24ª) | ritorno (24ª) |
|              |              |                                |               |               |
| 17 mar.      | 4-0          | Amatori Lodi-Monza             | 6-5           | 23 giu.       |
| 17 mar.      | 3-2          | Bassano-Atl.Forte dei Marmi    | 4-5           | 23 giu.       |
| 17 mar.      | 4-2          | Castiglione-Goriziana          | 3-12          | 23 giu.       |
| 17 mar.      | 1-2          | CGC Viareggio-Laverda Breganze | 3-4           | 23 giu.       |
| 17 mar.      | 6-2          | Novara-AFP Giovinazzo          | 2-3           | 23 giu.       |
| 17 mar.      | 5-3          | Pordenone-Pol. Follonica       | 8-4           | 23 giu.       |
| 17 mar.      | 5-7          | Trissino-Reggiana              | 3-5           | 23 giu.       |

| andata (12ª) | andata (12ª) | Dodicesima giornata           | ritorno (25ª) | ritorno (25ª) |
|              |              |                               |               |               |
| 24 mar.      | 4-4          | AFP Giovinazzo-Pol. Follonica | 5-4           | 30 giu.       |
| 24 mar.      | 6-3          | Atl.Forte dei Marmi-Novara    | 5-4           | 30 giu.       |
| 24 mar.      | 3-5          | Castiglione-Bassano           | 4-12          | 30 giu.       |
| 24 mar.      | 4-3          | Goriziana-Trissino            | 1-6           | 30 giu.       |
| 24 mar.      | 3-3          | Laverda Breganze-Amatori Lodi | 2-1           | 30 giu.       |
| 24 mar.      | 6-3          | Monza-CGC Viareggio           | 2-5           | 30 giu.       |
| 24 mar.      | 5-6          | Reggiana-Pordenone            | 3-9           | 30 giu.       |

| \| andata (13ª) \| andata (13ª) \| Tredicesima giornata \| ritorno (26ª) \| ritorno (26ª) \| \| \| \| \| \| \| \| 31 mar. \| 2-2 \| Amatori Lodi-Goriziana \| 3-10 \| 7 lug. \| \| 31 mar. \| 1-0 \| Bassano-Monza \| 3-6 \| 7 lug. \| \| 31 mar. \| 4-4 \| CGC Viareggio-Castiglione \| 3-6 \| 7 lug. \| \| 31 mar. \| 3-3 \| Pol. Follonica-Laverda Breganze \| 2-5 \| 7 lug. \| \| 31 mar. \| 6-4 \| Novara-Reggiana \| 1-5 \| 7 lug. \| \| 31 mar. \| 2-3 \| Pordenone-AFP Giovinazzo \| 3-10 \| 7 lug. \| \| 31 mar. \| 2-2 \| Trissino-Atl.Forte dei Marmi \| 2-3 \| 7 lug. \| |              |                                 |               |               |
| andata (13ª) | andata (13ª) | Tredicesima giornata            | ritorno (26ª) | ritorno (26ª) |
| |              |                                 |               |               |
| 31 mar. | 2-2          | Amatori Lodi-Goriziana          | 3-10          | 7 lug.        |
| 31 mar. | 1-0          | Bassano-Monza                   | 3-6           | 7 lug.        |
| 31 mar. | 4-4          | CGC Viareggio-Castiglione       | 3-6           | 7 lug.        |
| 31 mar. | 3-3          | Pol. Follonica-Laverda Breganze | 2-5           | 7 lug.        |
| 31 mar. | 6-4          | Novara-Reggiana                 | 1-5           | 7 lug.        |
| 31 mar. | 2-3          | Pordenone-AFP Giovinazzo        | 3-10          | 7 lug.        |
| 31 mar. | 2-2          | Trissino-Atl.Forte dei Marmi    | 2-3           | 7 lug.        |

## Classifica finale
|  | Pos. | Squadra              | Pt | G  | V  | N | P  | GF  | GS  | DR  |
|  | ---- | -------------------- | -- | -- | -- | - | -- | --- | --- | --- |
|  | 1.   | Laverda Breganze     | 37 | 26 | 14 | 9 | 3  | 100 | 68  | +32 |
|  | 2.   | AFP Giovinazzo       | 37 | 26 | 15 | 7 | 4  | 115 | 82  | +33 |
|  | 3.   | Monza                | 32 | 26 | 13 | 6 | 7  | 96  | 76  | +20 |
|  | 4.   | Novara               | 29 | 26 | 13 | 3 | 10 | 116 | 86  | +30 |
|  | 5.   | Follonica            | 28 | 26 | 11 | 6 | 9  | 98  | 84  | +14 |
|  | 6.   | Trissino             | 27 | 26 | 11 | 5 | 10 | 97  | 84  | +13 |
|  | 7.   | Atl. Forte dei Marmi | 27 | 26 | 11 | 5 | 10 | 85  | 93  | -8  |
|  | 8.   | Amatori Lodi (-1)    | 26 | 26 | 11 | 5 | 10 | 89  | 81  | +8  |
|  | 9.   | Pordenone            | 25 | 26 | 9  | 7 | 10 | 91  | 103 | -12 |
|  | 10.  | Reggiana             | 22 | 26 | 10 | 2 | 14 | 96  | 116 | -20 |
|  | 11.  | Goriziana            | 21 | 26 | 7  | 7 | 12 | 86  | 104 | -18 |
|  | 12.  | CGC Viareggio        | 20 | 26 | 7  | 6 | 13 | 75  | 90  | -15 |
|  | 13.  | Bassano              | 17 | 26 | 6  | 5 | 15 | 83  | 114 | -31 |
|  | 14.  | Castiglione          | 15 | 26 | 4  | 7 | 15 | 90  | 136 | -46 |

Legenda:
      Campione d'Italia e qualificato in Coppa dei Campioni 1979-1980.
      Qualificato in Coppa delle Coppe 1979-1980.
      Retrocessa in Serie B 1979-1980.
Note:
Due punti a vittoria, uno a pareggio, zero a sconfitta.
In caso di parità di punteggio, le posizioni erano decise per differenza reti generale.
L'Amatori Lodi fu penalizzato di 1 punto per rinuncia.

## Spareggio scudetto
| Arbitro: | Pancani (Pistoia) |

|                                                                                                |            |                                                                                         |
| Frasca 6'14" 43'43" Colamaria 13'57" Beltempo 18'27" 37'53" Marzella 40'27"                    | Marcatori  | 15'29" Guerra 18'37" 26'33" 32'16" C. Maculan 43'57" Carraro 46'50" 48'00" Pallaro      |
| Beltempo Cannato Colamaria Frasca Stufano A. Caricato M. Caricato D'Agostino Marzella Turturro | Formazioni | Carraro C. Maculan G. Maculan Pallaro Stella Brian Gasparotto Girardelli Guerra Valerio |
| Gianbattista Massari                                                                           | Allenatori | Mario Carraro                                                                           |

## Verdetti
| Verdetto                          | Club                         |
| --------------------------------- | ---------------------------- |
| Campione d'Italia 1979            | Laverda Breganze (2º titolo) |
| Qualificato in Coppa dei Campioni | Laverda Breganze             |
| Qualificato in Coppa delle Coppe  | AFP Giovinazzo               |
| Retrocesse in Serie B             | Bassano Castiglione          |

### Squadra campione
| N° | Naz.              | Ruolo | Sportivo            |  |  |  |
| -- | ----------------- | ----- | ------------------- |  |  |  |
| ?  | Italia (bandiera) | E     | Francesco Brian     |  |  |  |
| ?  | Italia (bandiera) | E     | Mario Carraro       |  |  |  |
| ?  | Italia (bandiera) | P     | Gasparotto          |  |  |  |
| ?  | Italia (bandiera) | E     | Franco Girardelli   |  |  |  |
| ?  | Italia (bandiera) | E     | Mariano Guerra      |  |  |  |
| ?  | Italia (bandiera) | E     | Carlo Maculan       |  |  |  |
| ?  | Italia (bandiera) | E     | Giorgio Maculan     |  |  |  |
| ?  | Italia (bandiera) | E     | Gianni Pallaro      |  |  |  |
| ?  | Italia (bandiera) | P     | Giambattista Stella |  |  |  |
| ?  | Italia (bandiera) | E     | Valerio             |  |  |  |

- Allenatore:  Mario Carraro

## Statistiche del torneo

### Capoliste solitarie
|    | ——     | ——     | —— | —— | —— | —— | ——        | ——        | ——        | ——        | ——        | ——        | ——        | ——   | ——  | ——   | ——   | ——   | ——   | ——  | ——  | ——  | ——  | ——  | ——  | —— |  |
|    | Novara | Novara |    |    |    |    | Follonica | Follonica | Follonica | Follonica | Follonica | Follonica | Follonica | Bre. |     | Bre. | Bre. | Fol. | Bre. |     |     |     |     |     |     |    |  |
|    |        |        |    |    |    |    |           |           |           |           |           |           |           |      |     |      |      |      |      |     |     |     |     |     |     |    |  |
|    |        |        |    |    |    |    |           |           |           |           |           |           |           |      |     |      |      |      |      |     |     |     |     |     |     |    |  |
| 1ª | 2ª     | 3ª     | 4ª | 5ª | 6ª | 7ª | 8ª        | 9ª        | 10ª       | 11ª       | 12ª       | 13ª       | 14ª       | 15ª  | 16ª | 17ª  | 18ª  | 19ª  | 20ª  | 21ª | 22ª | 23ª | 24ª | 25ª | 26ª |    |  |

### Classifica in divenire
|                      | 1ª | 2ª | 3ª | 4ª | 5ª | 6ª | 7ª | 8ª | 9ª | 10ª | 11ª | 12ª | 13ª | 14ª | 15ª | 16ª | 17ª | 18ª | 19ª | 20ª | 21ª | 22ª | 23ª | 24ª | 25ª | 26ª |
| -------------------- | -- | -- | -- | -- | -- | -- | -- | -- | -- | --- | --- | --- | --- | --- | --- | --- | --- | --- | --- | --- | --- | --- | --- | --- | --- | --- |
| AFP Giovinazzo       | 1  | 3  | 4  | 6  | 8  | 8  | 10 | 11 | 11 | 12  | 12  | 13  | 15  | 17  | 19  | 20  | 20  | 22  | 24  | 25  | 27  | 29  | 31  | 33  | 35  | 37  |
| Amatori Lodi         | 2  | 2  | 1  | 3  | 4  | 6  | 6  | 7  | 9  | 9   | 11  | 12  | 13  | 13  | 15  | 17  | 19  | 19  | 19  | 20  | 20  | 22  | 24  | 26  | 26  | 26  |
| Atl. Forte dei Marmi | 1  | 1  | 3  | 5  | 5  | 5  | 5  | 6  | 7  | 9   | 9   | 11  | 12  | 12  | 14  | 16  | 16  | 17  | 17  | 19  | 19  | 21  | 21  | 23  | 25  | 27  |
| Bassano              | 0  | 0  | 0  | 0  | 0  | 2  | 2  | 3  | 4  | 6   | 8   | 10  | 12  | 12  | 12  | 12  | 12  | 13  | 13  | 14  | 14  | 15  | 15  | 15  | 17  | 17  |
| Castiglione          | 0  | 1  | 1  | 1  | 1  | 2  | 3  | 3  | 3  | 5   | 7   | 7   | 8   | 8   | 8   | 8   | 9   | 9   | 9   | 11  | 12  | 12  | 13  | 13  | 13  | 15  |
| CGC Viareggio        | 0  | 2  | 2  | 2  | 4  | 4  | 6  | 6  | 7  | 8   | 8   | 8   | 9   | 10  | 10  | 12  | 14  | 15  | 16  | 16  | 18  | 18  | 18  | 18  | 20  | 20  |
| Goriziana            | 1  | 1  | 2  | 2  | 2  | 4  | 6  | 6  | 6  | 8   | 8   | 10  | 11  | 11  | 11  | 11  | 13  | 13  | 14  | 15  | 16  | 17  | 17  | 19  | 19  | 21  |
| Laverda Breganze     | 2  | 3  | 4  | 4  | 6  | 7  | 9  | 10 | 12 | 12  | 14  | 15  | 16  | 18  | 20  | 21  | 23  | 24  | 24  | 26  | 28  | 29  | 31  | 33  | 35  | 37  |
| Monza                | 1  | 3  | 4  | 6  | 8  | 9  | 9  | 11 | 11 | 12  | 12  | 14  | 14  | 16  | 18  | 20  | 20  | 21  | 23  | 24  | 26  | 28  | 30  | 30  | 30  | 32  |
| Novara               | 2  | 4  | 6  | 6  | 8  | 9  | 9  | 11 | 13 | 13  | 15  | 15  | 17  | 17  | 19  | 19  | 20  | 22  | 24  | 26  | 27  | 27  | 29  | 29  | 29  | 29  |
| Follonica            | 2  | 2  | 4  | 6  | 6  | 8  | 10 | 12 | 14 | 16  | 16  | 17  | 18  | 19  | 19  | 21  | 22  | 23  | 25  | 26  | 27  | 28  | 28  | 28  | 28  | 28  |
| Pordenone            | 0  | 2  | 3  | 5  | 5  | 5  | 6  | 7  | 8  | 9   | 11  | 13  | 13  | 15  | 15  | 17  | 17  | 18  | 18  | 18  | 20  | 21  | 21  | 23  | 25  | 25  |
| Reggiana             | 0  | 1  | 3  | 3  | 5  | 5  | 7  | 7  | 7  | 7   | 9   | 9   | 9   | 11  | 11  | 11  | 13  | 15  | 17  | 17  | 17  | 17  | 18  | 20  | 20  | 22  |
| Trissino             | 2  | 3  | 4  | 6  | 7  | 9  | 9  | 11 | 13 | 13  | 13  | 13  | 14  | 16  | 18  | 18  | 19  | 21  | 23  | 23  | 23  | 23  | 25  | 25  | 27  | 27  |

### Record squadre
- Maggior numero di vittorie: AFP Giovinazzo (15)
- Minor numero di vittorie: Castiglione (4)
- Maggior numero di pareggi: Laverda Breganze (9)
- Minor numero di pareggi: Reggiana (2)
- Maggior numero di sconfitte: Bassano e Castiglione (15)
- Minor numero di sconfitte: Laverda Breganze (3)
- Miglior attacco: Novara (116 reti realizzate)
- Peggior attacco: CGC Viareggio (75 reti realizzate)
- Miglior difesa: Laverda Breganze (68 reti subite)
- Peggior difesa: Castiglione (136 reti subite)
- Miglior differenza reti: AFP Giovinazzo (+33)
- Peggior differenza reti: Castiglione (-46)

### Classifica cannonieri
| Gol |  |  | Giocatore        | Squadra        |
| --- |  |  | ---------------- | -------------- |
| 60  |  |  | Francesco Frasca | AFP Giovinazzo |